# العلاقات السنغالية البريطانية
العلاقات السنغالية البريطانية هي العلاقات الثنائية التي تجمع بين السنغال والمملكة المتحدة.

## مقارنة بين البلدين
هذه مقارنة عامة ومرجعية للدولتين:
| وجه المقارنة                                              | السنغال                                              | المملكة المتحدة                 |
| --------------------------------------------------------- | ---------------------------------------------------- | ------------------------------- |
| المساحة (كم2)                                             | 196.72 ألف                                           | 242.50 ألف                      |
| عدد السكان (نسمة)                                         | 15.85 مليون                                          | 66.02 مليون                     |
| الكثافة السكانية (ن./كم²)                                 | 80.57                                                | 272.25                          |
| العاصمة                                                   | داكار                                                | لندن                            |
| اللغة الرسمية                                             | لغة فرنسية، اللغة الولوفية، باديارا ‏، اللغة البلنتية | لغة إنجليزية، اللغة الويلزية    |
| العملة                                                    | فرنك غرب أفريقي                                      | جنيه إسترليني                   |
| الناتج المحلي الإجمالي (بليون دولار)                      | 16.37 مليار                                          | 2.62 تريليون                    |
| الناتج المحلي الإجمالي (تعادل القوة الشرائية) بليون دولار | 36.62 مليار                                          | 2.72 تريليون                    |
| الناتج المحلي الإجمالي الاسمي للفرد دولار أمريكي          | 899                                                  | 43.88 ألف                       |
| الناتج المحلي الإجمالي للفرد دولار أمريكي                 | 2.33 ألف                                             | 40.23 ألف                       |
| مؤشر التنمية البشرية                                      | 0.466                                                | 0.907                           |
| رمز المكالمات الدولي                                      | +221                                                 | +44                             |
| رمز الإنترنت                                              | .sn                                                  | .uk، .gb                        |
| المنطقة الزمنية                                           | 00                                                   | توقيت غرينيتش، توقيت غرب أوروبا |

## منظمات دولية مشتركة
يشترك البلدان في عضوية مجموعة من المنظمات الدولية، منها:
| علم المنظمة | اسم المنظمة                               | تاريخ انضمام السنغال | تاريخ انضمام المملكة المتحدة |
| ----------- | ----------------------------------------- | -------------------- | ---------------------------- |
|             | مؤسسة التنمية الدولية                     | 31 أغسطس 1962        | 24 سبتمبر 1960               |
|             | يونسكو                                    | 10 نوفمبر 1960       | 4 نوفمبر 1946                |
|             | وكالة ضمان الاستثمار متعدد الأطراف        | 12 أبريل 1988        | 12 أبريل 1988                |
|             | الأمم المتحدة                             | 28 سبتمبر 1960       | 24 أكتوبر 1945               |
|             | الفريق المعني برصد الأرض                  | ?                    | ?                            |
|             | الاتحاد البريدي العالمي                   | ?                    | ?                            |
|             | البنك الدولي للإنشاء والتعمير             | 31 أغسطس 1962        | 27 ديسمبر 1945               |
|             | الاتحاد الدولي للاتصالات                  | 15 نوفمبر 1960       | 24 فبراير 1871               |
|             | منظمة حظر الأسلحة الكيميائية              | ?                    | ?                            |
|             | مؤسسة التمويل الدولية                     | 31 أغسطس 1962        | 20 يوليو 1956                |
|             | المركز الدولي لتسوية المنازعات الاستشارية | 21 مايو 1967         | 18 يناير 1967                |
|             | منظمة التجارة العالمية                    | ?                    | 1995                         |
|             | منظمة الشرطة الجنائية الدولية             | ?                    | ?                            |
|             | البنك الإفريقي للتنمية                    | ?                    | ?                            |

## وصلات خارجية
- موقع وزارة الخارجية السنغالية
- موقع وزارة الخارجية البريطانية